# Flußbach
Flußbach là một đô thị ở huyện Bernkastel-Wittlich, trong bang Rheinland-Pfalz, Đô thị Flußbach có diện tích 6,86 km², dân số thời điểm ngày 31 tháng 12 năm 2006 là 455 người.